# Lenguas aimaraicas
Las lenguas aimaraicas, lenguas aru o lenguas jaqi son una familia de lenguas sudamericana conformada por tres idiomas modernos: el aimara,  jacaru y  cauqui.

## Denominación
Diversos autores manejan distintas denominaciones alternativas para esta familia. Alfredo Torero acuñó la denominación de familia aru (del aimara: aru ‘palabra’), mientras que Martha J. Hardman se decide por llamarla familia jaqi (del aimara: jaqi ‘persona’). Cerrón Palomino prefiere la denominación de lenguas aimaraicas; el segundo término, aimaraica, ya fue empleado en el siglo XVII por el padre y lexicógrafo Ludovico Bertonio.

## Evolución
El área originaria de las lengua aimaras o urheimat del protoaru (también llamado protojaqi o protoaimara) no se conoce con precisión, pero debido a la intensidad del contacto con el idioma protoquechua, todo sugiere que su áreas de origen debieron ser relativamente cercanas. Como la región de origen del protoquechua se ha situado entre la costa y la sierra de Perú central, el área de expansión de las lenguas aimaras no debería estar situada muy lejos. Y dado que la expansión de las lenguas aimaras sucedió hasta el sur se sitúa su región de expansión algo al sur del área del protoquechua. Siguiendo esta línea de razonamiento Torero (1970) y otros autores, tentativamente, sitúan el área de origen habría sido la lengua de los reinos Huari y posiblemente la cultura Nazca, ambas en los Andes centrales.[cita requerida] Hacia el 400 se separa en los jacaru y aimara-cauqui. Hacia el 700, esta última se divide en las actuales aimara y kawki, si bien esta última viene sufriendo un proceso de extinción (hablada por ancianos del distrito de Catahuasi, provincia de Yauyos, Región Lima). La difusión de las lenguas aimaras hacia el sur se habría producido durante la expansión de los señoríos aimaras de los siglos XIII a XV d. C.

## Distribución geográfica
El aimara constituye la rama meridional de la familia y su variante central es hablada por alrededor de 2.262.900 personas hacia el 2000 mientras que la sureña por 219.000 en 2006.
La rama septentrional en cambio está confinada a unas pocos pueblos que pretencen al distrito de Tupe, en la provincia peruana de Yauyos en el departamento de Lima. Esta rama comprende dos variedades diferentes el jacaru y el cauqui (kawki). El jacaru es hablado por unas 725 personas (1998) en los pueblos de Tupe, Aiza y Colca y en las localidades a las que los tupinos migraron. Por otra parte el cauqui está casi extinto, en los pueblos de Cachuy, Chavín y Chanchán se encontraron algunos hablantes; el número total de hablantes se estimó en 11 (en 1998); la lengua está prácticamente sin documentar. Existe cierta polémica sobre hasta qué punto el cauqui debe considerarse una lengua diferente del jacaru, ya que son ambas variedades presentan un alto grado de inteligibilidad mutua. De hechos algunos autores se refieren al cauqui como jacaru de Cachuy.

## Descripción lingüística
Tipológicamente las lenguas aimaras comparten la mayoría de rasgos del área lingüística andina. Estructuralmente las lenguas aimaras son muy similares a las lenguas quechuas, aunque probablemente no están emparentadas filogenéticamente. Las similitudes entre los dos grupos son tan obvias y numerosas que sólo pueden ser explicadas mediante un largo período de contacto lingüístico y cultural. Estas similitudes no son sólo superficiales, además existe un número importante de paralelos sintácticos y semánticos, que podrían ser el resultado de una historia de bilingüismo intenso. Más del 20% del vocabulario reconstruido para el protoquechua y el protoaru es común a ambas lenguas o muy similar.

### Fonología
Las lenguas aimaras tienen un sistema consonántico bastante complejo, que en las oclusivas llega a distinguir entre oclusivas simples, aspiradas y glotalizadas. Mientras que tienen un sistema vocálico simple /i,a,u/, teniendo las vocales cerradas alófonos cerrados y abiertos, es decir /i/ puede articularse como [i] o como [e] según el contexto fonológico, y, de manera similar, /u/ como [o] o [u].
El inventario fonológico del protoaru es también parcialmente idéntico al del protoquechua, aunque existen unas pocas diferencias que merecen atención. Una característica fonotáctica del aimara no presente en el quechua es la restricción respecto de que toda raíz verbal o nominal debe acabar el vocal. Esto se refleja incluso en los préstamos léxicos del quechua o del español. Este proceso sigue siendo productivo todavía, y es reconstruible para todos los estadios anteriores:
protoquechua *paĉak 'cien' > aimara pataka, > jacaru paĉaka
protoquechua *kuntur 'cóndor' > aimara kunturi, > jacaru kúnturi
español habas > aimara hawasa, > jacaru háwaša

### Comparación léxica
Un ejemplo de la cercanía de las lenguas aimara lo ofrecen por ejemplo tanto el sistema de los numerales como el sistema pronominal. Sin embargo, existen muchos numerales comunes entre las lenguas quechua y las lenguas aimara debidos a préstamos, estas palabras se indican entre paréntesis:
| GLOSA | Aimara        | Jacaru     | Cauqui | PROTO- ARU  | PROTO- QUECHUA |
| ----- | ------------- | ---------- | ------ | ----------- | -------------- |
| 1     | maya          | maya       | maya   | *maya       | *suk           |
| 2     | paya          | paha       | paha   | *paha       | *işkay         |
| 3     | (qimsa)       | (kimsa)    | H      |             | *kimsa         |
| 4     | pusi          | puši       |        | *pusi       | *çusku         |
| 5     | (phesqa)      | (pichqa)   |        | *-qallqo(?) | *phichqa       |
| 6     | (sojhta)      | (suhta)    |        |             | *suqta         |
| 7     | paqallqo      | (qançhisi) | Qillay | *pa-qallqo  | *qançis        |
| 8     | (qimsaqallqo) | (pusaqa)   |        |             | *pusaq         |
| 9     | (llatunka)    | (isquña)   |        |             | *isqun         |
| 10    | (tunka)       | (chuŋka)   |        |             | *çunka         |